# Manoa Kamikamica
Manoa Seru Nakausabaria Kamikamica, né vers 1967, est un homme politique fidjien.

## Biographie
Il est le fils d'Esiteri Vakalala-Kamikamica, syndicaliste engagée pour l'accès à l'éducation, et de Josevata Kamikamica, ministre des Finances de la dictature Mara de 1987 à 1992 et auteur de réformes économiques libérales.
Après l'obtention d'une licence de gestion commerciale à l'université de Nouvelle-Galles du Sud, Manoa Kamikamica travaille comme comptable notamment pour la compagnie Fiji Airways et pour la société bancaire Australia and New Zealand Banking Group,. Il devient à terme directeur financier et directeur général d'un groupe d'entreprises.
Début 2022, il est l'un des fondateurs du parti politique Alliance populaire, dont il devient en avril le chef adjoint sous Sitiveni Rabuka. Élu député au Parlement des Fidji aux élections de décembre 2022, il devient l'un des trois vice-Premiers ministres dans gouvernement de coalition de Sitiveni Rabuka, ainsi que ministre du Commerce extérieur, des coopératives et des petites et moyennes entreprises,.